# Шарыченков, Александр Михайлович
Александр Михайлович Шарыченков (род. 3 октября 1991, Нижний Новгород) — российский хоккеист, вратарь. Воспитанник нижегородского хоккея. Играл за олимпийскую сборную России.

## Карьера
Воспитанник хоккейной школы «Торпедо» (Нижний Новгород). В 2007 году попал в систему московского «Динамо», где и начал выступать за юниорскую команду. Завоевал звание чемпиона России среди юношей, а также чемпиона Москвы среди СДЮШОР.
В 2009 году стал выступать в МХЛ за «МХК Динамо».
В 2010 году, для повышения игровой практики, начал выступать в аффилированном московскому «Динамо» клубе ВХЛ — «Динамо» и за клуб молодёжной хоккейной лиги «Шериф», также базирующийся в Балашихе.
С 2011 года стал выступать за новую молодёжную команду «динамовцев» — ХК МВД.
В сезоне 2012/13 начал привлекаться к тренировкам с основной командой. Впервые попал в заявку на матч Кубка Открытия, 4 сентября 2012 года, но на лёд так и не вышел. Дебютный матч провёл 24 октября, в котором динамовцы уступили в гостях нижегородскому «Торпедо» со счётом 0:4. Вышел в третьем периоде на замену Александру Ерёменко, отыграл 20 минут и отразил 3 броска, при этом ни разу не пропустив. Всего в сезоне 2012/13 сыграл в 13 матчах регулярного чемпионата, в которых пропустил 26 шайб, с коэффициентом надёжности 2,25, а также сыграл один неполный матч в плей-офф, против санкт-петербургского СКА, в котором «Динамо» проиграло, однако Александр не пропустил. Завоевал с командой Кубок Гагарина.
22 апреля 2018 года в составе команды «Ак Барс» выиграл Кубок Гагарина, во второй раз в своей карьере.
2 мая 2019 года подписал однолетний контракт с «Нефтехимиком». В 27 матчах регулярного сезона одержал 8 побед с процентом отражённых бросков 91,8.
1 мая 2020 года подписал двухлетний контракт с московским ЦСКА.
1 июня 2021 года перешёл в «Салават Юлаев» в обмен на денежную компенсацию.
В регулярном чемпионате КХЛ сезона 2020/21 провёл 36 матчей и пропустил 70 шайб. Процент отражённых бросков — 91,5.
В регулярном чемпионате сезона 2021/22 был запасным вратарём у финна Юхи Метсоллы. Провёл 17 матчей в регулярном чемпионате КХЛ, отражая в среднем 91,4 % бросков при коэффициенте надёжности 2,23. В плей-офф, после отъезда Метсолы из России, стал основным вратарём. Успешно справился с ролью первого номера и был надёжен в плей-офф.
5 мая 2022 года вернулся в ЦСКА, подписав двухлетнее соглашение.
Сезон 2023/24 играл «вторым номером» у вратаря Ивана Федотова, провёл 12 матчей, в которых одержал пять побед и отразил 90,7 % бросков при коэффициенте надёжности 2,44. 20 декабря 2023 помещён клубом в список отказов, 1 февраля ЦСКА расторг контракт с Шарыченковым.
В октябре 2024 года подписал однолетний контракт с «Торпедо»

## Достижения
- Чемпион России 2013
- Обладатель Кубка Гагарина 2013
- Обладатель Кубка Континента 2014
- Обладатель Кубка мэра Москвы 2014
- Третий призёр чемпионата России 2015
- Обладатель Кубка Гагарина 2018
- Серебряный призер Чемпионата России 2021
- Обладатель Кубка Гагарина 2023
- Обладатель Кубка Чемпиона России 2025